# Ибн Батута
Абу Абдалах Мохамед ибн Абдалах ал-Лавати ат-Танджи ибн Батута (на арабски: محمد بن عبد الله بن محمد الطنجي), по-известен като Ибн Батута (на арабски: ابن بطوطة) е арабски учен и пътешественик, известен със своите записки на пътешествията си „Rihla“ („Пътешествие“ на арабски език). Произхожда от Танжер (Мароко). Целия си живот прекарва в пътешествия, които описва подробно и увлекателно.
Достига до Африка, Близкия и Далечния изток – места, слабо познати на средновековните европейци. От 1325 до 1354 г. пътува из Арабия, Ирак, Мала Азия, Северна Африка, Западна Африка, Египет, Сирия, Палестина, Югоизточна Европа, Южна Европа, Иран, Златната Орда, Средна Азия, Афганистан, Индия, Цейлон, Малдивските о-ви, Суматра, Ява и Китай. От 1349 до 1352 г. пътува в Испания. От 18 февруари 1352 до началото на 1354 г. пресича Западна Сахара от Фес в Мароко до Тимбукту в Мали и Централна Сахара през масива Ахагар.
Пътеписите му са много точни и съдържат важни сведения за страните, които е посетил. Почти всички известни за него сведения са създадени от самия него.

## Детство и юношество
Ибн Батута е роден на 25 февруари 1304 г. в град Танжер, Мароко, в семейството на уважавания шейх Абдула ал-Лавати. Произлиза от берберското племе лавати, за което свидетелства нисбата (последната част от името, която показва признак на именувания) „ал-Лавати“. Малко е известно за детските му години. Учи в медресе. Баща му, кадия на Танжер, иска да направи сина си свой наследник.

## Пътешествия (1325 – 1354)

### Поклонничество в Мека (1325 – 1329)
На 14 юни 1325 г. Ибн Батута тръгва от Танжер, за да изпълни своя хадж (поклонническо пътешествие) към Мека, центърът на ислямската религия, където се намира Каабата с черните камъни. При хаджа си прекосява великата пустиня Сахара, което го навежда на мисълта да продължи пътешествията си.
Пътешества до Мека по суша, придвижвайки се покрай брега на Северна Африка. Пътят му преминава през Тунис, където се задържа за два месеца. За по-голяма безопасност, Ибн Батута се старае да се присъединява към кервани, с което да намали риска от нападения на местните бедуиниски племена. В град Сфакс си намира невеста, първата, но не и последната в пътешествията си.
През ранната пролет на 1326 г., след пътешествие с дължина повече от 3500 километра, Ибн Батута достига до Александрия. В течение на няколко седмици изследва забележителностите на града, след което се придвижва навътре в континента, към Кайро, столицата на Мамелюкския султанат, по това време един доста голям град. Прекарва около месец в Кайро, след което потегля към Мека по най-неизползвания път от трите възможни. Ибн Батута пресича Египет и има намерението да отплава за Джида, но междуособиците на местните племена го заставят да се върне в Кайро. Вместо това, той преминава през Йерусалим и Дамаск. Оттам посещава Мека, Басра, Багдад (където е удостоен с аудиенция при илхана Абу Саид) и Тебриз. След това отново се връща в Мека и става съдия, но скоро след това продължава пътешествията си.

### Йемен и Източна Африка (1330 – 1332)
През 1330 г. Ибн Батута преплава Червено море и стига в Аден, Йемен. По това време Йемен е раздиран от гражданска война и само два града – Сана (по-късно столица на страната) и малкото пристанище Забид успяват да запазят величието си. Там той наема арабска лодка доу и стига до Заил в Сомалия. След това отплава към нос Гвардафуй и по на юг по бреговете на Сомалия, спирайки за седмица на всяко място. Едно от тези места е Могадишу, важен град в земите на берберите.
Когато пътешественикът пристига през 1331 г., Могадишу е в зенита на могъществото си. Ибн Батута го описва като „изключително голям град“, с голям брой богати търговци, известни със своите висококачествени тъкани, които се изнасят в много страни, включително Египет. Освен това той пише, че градът се управлява от султана на Сомалия, родом от северната част на страната, еднакво добре говорещ на сомалийски диалект и на арабски език.
Ибн Батута продължава пътешествието си на юг на кораб покрай бреговете на племената, говорещи суахили. Едно от местата, на които спира, е островния град Момбаса, по това време сравнително малък град. След това, следвайки бреговата линия, Ибн Батута достига островния град Килва (разположен на територията на съвременна Танзания), който по това време е важен център на търговията със злато. Той описва града като „един от най-красивите и добре конструирани градове в света“. Ибн Батута оставя сведения за посещението си в Килва през 1330 г. и възторжено описва смирението и набожността на местния владетел, султан Ал-Хасан ибн Сюлейман. Според разказите на Батута, властта на султана се простира от Малинди на север до Инямбане на юг. Силно впечатление на пътешественика прави черният цвят на кожата на местното население.
За да се завърне в Мека, на Батута се налага да извърши плаване около Южна Арабия и да навлезе в Персийския залив, а после да пресече Арабския полуостров.

### Мала Азия (1332 – 1333)
Пътешествието на Ибн Батута в Рум (арабското име на Мала Азия) започва през зимата на 1332 г., когато се качва на генуезки кораб в пристанище Алая. Тогата той посещава Анталия, Ладик (старият град Лаодикея Ликоска), Кония, Сивас, Кайсери и Бирги. В края на 1333 г. се оказва в черноморското пристанище Синоп.

### Златна орда и Констатнинопол (1333 – 1334)
Любознателността на Ибн Батута го кара да предприеме още пътешествия. На гръцки кораб отплава в Кафа (днес Феодосия в Крим) и след това се отправя към Солхат, Азов и Кавказ. На 6 май 1334 г. пътешественикът достига двора на Узбек – хана на Златната орда (който вероятно се намира в околностите на днешния град Пятигорск), където го посрещат с невероятни почести. Малко се знае за пребиваването му в Болгар, което според него продължава 20 дни. Някои учени (И. Хърбек, С. Яничек) смятат, че Ибн Батута въобще не е ходил във Волжка България, тъй като срокът на пребиваването му е прекалено кратък за всички описани пътешествия на нейната територия. Описанието вероятно е заимствано от творби на други арабски автори (Ибн Джубейр, Абулфида) от самия него или от коректора му Ибн Джузай.
Със сигурност като част от ханската свита посещава Хаджи Тархан (днешен Астрахан). След това посещава Константинопол, съпровождайки ханската съпруга Баялунхатун, дъщеря на император Андроник III. Във византийската столица Ибн Батута престоява месец и 6 дни. След това се връща по Волга, в средата на ноември живее в Сарай Берке. На 10 декември напуска столицата на Златната Орда и се присъединява към хорезмски керван. От Сарай Джук се насочва към Централна Азия.

### Индия и Китай (1334 – 1349)
В Централна Азия Ибн Батута посещава големи търговски центрове – Кенеургенч (Гургандж), Самарканд и Бухара. В Ургенч е приет от могъщия златноорденски нойон Кутлуг Тимур, а по пътя между Бухара и Самарканд е посрещнат в двора на чатагайския хан Тармаширин. През Хорасан и Афганистан стига в султанство Делхи. В Делхи постъпва на служба при султан Мохамед Тоглак. В Индия пребивава осем години и става кадия, а след това факир, а на 22 юли 1342 г. тръгва за Китай на дипломатическа мисия.
Пътуването е свързано с доста премеждия за Ибн Батута. По пътя към брега той и спътниците му са нападнати от бандити. Ибн Батута е ограбен, изостава от спътниците си и е близо до гибелта си. Все пак, след 10 дни той успява да настигне групата и продължава пътя си към Камбей в държавата Гуджарат. Оттук отплава за Кожикод (където за първи път пристига след два века португалският изследовател Васко да Гама при пътуването си до Индия). Неприятностите на Ибн Батута продължават: докато е в джамията на брега, един от корабите на експедицията му потъва край брега поради внезапна буря. Вторият кораб отплава, без да изчака пътешественика.
Страхувайки се да се върне в Делхи с празни ръце, Ибн Батута остава известно време в Южна Индия под защитата на Джамаль ад Дин, владетел на малкия, но могъщ султанат Навая, разположен на бреговете на река Шаравати на Арабско море. Избухналото въстание в султаната обаче принуждава Ибн Батута да напусне Индия. Отначало пътешественикът се отправя към Малдивите. Там той прекарва 9 месеца, доста повече от първоначалните му сметки. Юридическите му знания се оказват полезни за населението там, тъй като скоро преди това на островите е извършен преход от будизъм към ислям. След много нови неприятности, Ибн Батута се добира до пристанището Кантон, а след това през Малайзия, Бенгалия и Индия и през 1349 г. най-накрая се връща в Мароко. Посещението в Китай се подлага на съмнение, тъй като описанието на тази страна не е много ясно.

### В Андалусия и Гранада
През 1350 г., след няколкодневно пребиваване в Танжер, Ибн Батута се отправя на пътешествие в Ал Андалус, частта от Пиренейския полуостров, все още контролирана от маврите. Крал Алфонсо XI Справедливия се подготвя да атакува Гибралтар и Ибн Батута се присъединява към групата мюсюлмани, отправили се от Танжер на помощ на това важно пристаншще. По време на пътуването им Алфонсо умира от чума и заплахата от нападение отпада. Ибн Батута се възползва от това и удължава пътуването до Гибралтар в пътешествие до забележителностите на Валенсия и Гранада.
Завръщайки се от Ал Андалус, Ибн Батута решава да пътешества из Мароко, една из малкото мюсюлмански страни, които все още не е изследвал, макар и да е роден в Танжер. Спирайки в Маракеш, той описва града, „който напомня на призрак“ след неотдавнашната епидемия и пренасянето на столицата във Фес.
Ибн Баттута са завръща за кратко в Танжер и планира следващата си експедиция.

### Мали (1352 – 1353)
През 1352 г. Ибн Батута отново се отправя на път, този път на юг в Африка. Това е най-голямото му пътешествие. На път за Мали той пресича пустинята Сахара. Пътят е труден заради жегата и липсата на вода в пустинята, както и заради многото разбойници. За да се защити, пътешественикът се присъединява към камилски керван. Първата спирка е в Тагаза. Според „Рихла“ всички домове там са направени от сол или камилска кожа. Пътешествениците си вземат воден запас за 10 дни, колкото трае пътят до Тасарала, откъдето бързо се достига до Валата. Преодолявайки всички трудностите Батута пресича Сахара и достига Мали, откъдето се отправя към река Нигер. Въпреки рискования път Ибн Батута влиза в богатия град Тимбукту и се среща с манса (цар) Муса.
През януари 1354 г. той се завръща във Фес, където по заповед на маринидския султан Абу Инан продиктува спомените за пътешествията си на учения от Гранада Мохамед ибн Джузай. През декември 1355 г. Ибн Джузай завършва литературната обработка на спомените на пътешественика. Описанието на Мали на Ибн Батута е основният източник за живота на средновековната държава в Африка.

### Последни години
За последните години на Ибн Батута след записването на пътешествията му през 1355 г. не е известно много. Назначен е на поста съдия в Мароко и умира през 1368 или 1369 г.

## Историческо значение
Ибн Батута изминава общо 120 700 километра. Всички посетени страни Ибн Батута описва максимално подробно. За първи път съчинението за пътешествията му е частично преведено в Европа на латински език през 1818 г. под името „De Mohammede Ebn-Batuto Arabe Tingitano ejusque itineribus“, после през 1829 г. на английски език под заглавието „The Travels of Ibn Batuta, translated from the abridged Arabic MS. Copies by Lec“.
Няма никакви сведения за това дали Ибн Батута е водил някакви записки по време на 29-годишните си пътувания. Когато по-късно диктува впечатленията си, той би трябвало да се е основавал на паметта си и на вече публикувани ръкописи на предшественици. Някои епизоди от пътешествията на Ибн Батута са явни заемки. Западните ориенталисти поставят под съмнение факта, че Ибн Батута действително е посетил всички тези места, които описва, и смятат, че част от описанията са дочути, а не видени лично от него. По такъв начин, остава нерешен въпросът дали действително Ибн Батута е бил в Китай. Независимо от това, въпреки известните неточности, записките на Ибн Батута дават добра представа за голяма част от цивилизациите през 14 век.
През 1929 г., точно един век след публикуването на превода на английски език, историкът-ориенталист Хамилтън Гиб публикува превод на избрани части от арабския текст на Дефремери и Сангинети. През 1922 г. Гиб предлага на „Hakluyt Society“ да подготви обяснителни бележки за превода на цялата „Рихла“ на английски език. Намерението му е да раздели преведения текст на четири тома, като всеки том съответства на един от томовете, публикувани от Дефремери и Сангинети.

### Посетени места
По време на живота си Ибн Батута изминава над 120 000 km, значително постижение дори с днешните технически нововъведения. Тук е поместен списък на посетените от него места:
| Мароко, Алжир и Тунис - Танжер - Фес - Маракеш - Тлемсен (Тилимсан) - Милиана - Алжир - планината Джурджура - Бежая - Константин - Анаба - Тунис - Сус - Сфакс - Габес Либия - Триполи Мамелюкско султанство - Кайро - Александрия - Йерусалим - Витлеем - Хеброн - Дамаск - Латакия Арабия - Медина – посещава гробът на пророка Мохамед - Джида - Мека – извършване на хаджа - Рабик - Оман - Дофар - Бахрейн - Ал Хаса - Ормузки проток - Йемен - Катиф Испания - Гранада - Валенсия Византийска империя и Източна Европа - Кония - Анталия - Волжка България - Азов - Казан - Волга - Константинопол | Централна Азия - Хорезъм и Хорасан (дн. Узбекистан, Таджикистан, Белуджистан и Афганистан) - Бухара и Самарканд - Пущунските области в Източен Афганистан и Северен Пакистан (Пущунистан) Индия, Пакистан и Бангладеш - Пенджаб (днес в Пакистан и Северна Индия) - Синд - Мултан - Делхи - Утар Прадеш - Декан - Конкан - Кожикод - Малабар - Килакарай - Бенгалия (днес в Бангладеш и щата Западна Бенгалия в Индия) - река Брахмапутра в Бангладеш - Река Мегхна край Дака - гробницата на светеца Хазрат в Силхет Китай - Зайтон или Цюанджоу – наречен „градът на магаретата“ - Ханджоу – Наречен „Мединат Алханса“ (مدينة الخنساء). Ибн Батута споменава и че Ханджоу е най-големият град по това време в света и му отнема 3 дни, за да го обходи. - Пекин – Ибн Батута пише, че градът е много подреден Други места в Азия - Бирма (Мианмар) - Малдиви - Шри Ланка (известна в Арабския свят като Серендип) - Суматра, дн. Индонезия - полуостров Малака, дн. Малайзия - Филипини – Ибн Батута посещава царството на султан Тавалиси в северната част на днешните Филипини (провинция Тави-Тави) Сомалия - Могадишу - Зейла Бряг Суахили - Килва - Момбаса Малийска империя - Тимбукту - Гао - Такеда Мавритания - Уалата |

- Галерия на някои от посетените места
- Планината Джурджура
- Кайро
- Мека
- Болгар
- Самарканд
- Делхи
- Ханджоу
- Момбаса

## Ибн Батута в изкуството
- Интериорът на Ибн Батута Мол в Дубай, Обединените арабски емирства, открит през 2005 г., е вдъхновен от пътуванията на Ибн Батута, и темите се виждат в цялата сграда.
- През 2007 г. BBC излъчва телевизионния документален филм Travels with a Tangerine на Тим Макинтош-Смит, който проследява пътуването на Ибн Батута от Танжер до Китай.
- Ролята на пътешественика е изигран от Ришар ван Уейдън във филма Ninja Assassin (2009 г.) [40]
- Ibn Batuta pehen ke joota е популярно хинди стихотворение за деца от 1970 г., написано от поета Сарвешвар Даял Саксена. [41]
- Ibn-E-Batuta е песен от 2010 г. от боливудския филм Ishqiya.
- Layar Battuta е песен от 2002 г. от албума Aura на певеца Нораниза Идрис, описваща пътуването на Ибн Батута в Югоизточна Азия.
- IMAX филмът от 2009 г. Пътешествие до Мека е базиран на пътешествията му.[42]
- Пътешствията на Ибн Батута са включени като част от основния сюжет в настройките на съвременната видеоигра Unearthed: Trail of Ibn Battuta, разработена в Саудитска Арабия от Semaphore.
- Център Ибн Батута е изследователска институция в Маракеш (Мароко), която тества роувъри, спускаеми апарати и инструменти за изследване на Марс и Луната.[43]
- Ибн Батута е вдъхновил много мюсюлмански пътешественици и мюсюлмански автори на пътеписи.[44][45]
- Ibn Battuta: The Animated Series e малайзийски 3D анимационен филм от 2010-те, основан на биографията на пътешественика. Излъчен е по малайзийската TV2.
- В арабската култура, хора, които пътуват често, са наричани Ибн Батута.